# Фабия Арета
Фа́бия Аре́та (лат. Fabia Arethusa; I век до н. э.) — древнеримская актриса, певица и танцовщица.
Фабия Арета была вольноотпущенницей, что было вполне обычным явлением для театральных актёров в Риме (например, известная в Риме актриса Лициния Эвхарида тоже была рабыней и вольноотпущенницей). Фабия упоминается как archimima (ведущая актриса театра) и diurna, то есть гастролирующая как приглашённая актриса в других театрах.
Фабию Арету упоминают как знаменитую актрису, входившую в немногочисленную группу актрис, исполнявших ведущие партии, а не только выступавших в хоре. Она была достаточно состоятельной, чтобы позволить себе и своему супругу установить после смерти роскошный надгробный памятник.